# Mamihlapinatapai
Mamihlapinatapai (de vegades escrita incorrectament com mamihlapinatapei) és un mot de la llengua dels indígenes Yamana de Terra del Foc, inclosa al Llibre Guinness dels Rècords com a la "paraula més concisa del món", i és considerada com un dels termes més difícils de traduir. Descriu "una mirada entre dues persones, cadascuna de les quals espera que l'altra comenci una acció que tots dos desitgen però que cap no s'anima a començar".

## Cronologia
El missioner i lingüista britànic Thomas Bridges va passar més de vint anys des de 1860 recopilant paraules de l'idioma yagán a Ushuaia per formar un diccionari de traducció a l'anglès. No obstant això, mamihlapinatapai no apareix entre les prop de 32000 paraules del seu diccionari, potser perquè era poc usada o perquè volia incloure-la en la tercera edició en la qual estava treballant quan va morir el 1898, ja que aquesta paraula sí que apareix descrita en un dels seus esbossos. A més, sí que va registrar la paraula ihlapi com a «confós» o «incòmode»; i segons el lingüista Yoram Meroz —un dels pocs que han estudiat l'idioma yagán—, d'aquí se'n pot derivar ihlapi-na com «sentir-se incòmode», ihlapi-na-ta «fer sentir incòmode » i mam-ihlapi-na-ta-pai literalment com «fer que els altres se sentin incòmodes». I és que lingüistes moderns com Yoram Meroz o Jess Tauber adverteixen que Bridges tendia a utilitzar exemples il·lustratius en lloc de simples definicions, per tal que el lector es familiaritzés amb el significat; així que amb la definició de mamihlapinatapai s'obtingué una «llegenda urbana lingüística».

## Morfologia
La paraula consta d'un prefix ma (m) - de tall reflexiu passiu (marcat per la segona m abans d'una partícula iniciada per vocal); l'arrel ihlapi, que significa "estar confós sobre el que fer després", seguida pel sufix condicionant-i pel sufix-at (a), que implica "èxit", i coronada per, apai, que en ser compost amb ma (m) adquireix un significat de reciprocitat.

## Ús
El terme és usat en llibres i jocs de la teoria de jocs associat amb el dilema del voluntari.
També és referenciat a Definint el món en una discussió sobre les dificultats que enfrontava Samuel Johnson tractant d'arribar a definicions succintes i precises de les paraules.